# Ciwan Haco
Ciwan Haco (* 17. srpna 1957 Kámišlí, Sýrie) je kurdský muzikant a zpěvák. Po maturitě odešel do Německa a studoval tři roky na univerzitě v Bochumi hudební vědu.
Typickým znakem jeho hudby je směs tradičních kurdských melodií a textů s rockem.
Vystupuje nejen v Evropě, ale i v Turecku. K jeho nejznámějším koncertům patří vystoupení při příležitosti Newroz ve městě Diyarbakıru v roce 2005.
Jeho žena je z Islandu a momentálně žijí ve Švédsku.

## Diskografie
- Emîna Emîna (1970)
- Pêşmerge (1979)
- Diyarbekîr (1981)
- Gûla Sor (1983)
- Leyla (1985)
- Girtîyên Azadîyê (1987)
- Çaw Bella (1989)
- Sî û Sê Gule (1991)
- Dûrî (1994)
- Bilûra Min (1997)
- Destana Egîdekî (1998)
- Derya (2003)
- Ciwan Haco's 2003 Batman concert (2003) (VCD & DVD)
- Na Na (2004)
- Off (2006)